# Chromadorita demaniana
Chromadorita demaniana är en rundmaskart som beskrevs av Nikolai Nikolaievich Filipjev 1922. Chromadorita demaniana ingår i släktet Chromadorita och familjen Chromadoridae. Inga underarter finns listade i Catalogue of Life.